# لیسوو دوژه
لیسوو دوژه (به لاتین: Lisewo Duże) یک روستا در لهستان است که در گمینا گوزدووو واقع شده‌است.